# Odon de Toul
Odon ou Udon de Toul († 1069) est le 39e évêque de Toul, titulaire du 17 avril 1052 à 1069.
Deux ans avant sa consécration épiscopale, il fut créé cardinal-diacre par son prédécesseur Léon IX.

## Biographie
Natif du pays des Ripuaires, Odon fut élevé dans les écoles épiscopales de Toul sous les yeux de l'évêque Brunon auquel ses parents (Ricuin et Mathilde) l'avaient recommandé. Ce prélat lui donna pour maître le doyen et chancelier Valter, savant célèbre dans le diocèse, et le nomma chanoine de sa cathédrale à l'âge de douze ans. Odon étudia avec un grand succès la philosophie de Pythagore, la théologie, la jurisprudence, et mérita par sa science et par sa piété d'être élu princier du Chapitre (la dignité de princier étant vacante depuis la mort de Gebuin, fils du Comte). Lorsque Brunon fut fait pape en 1049, ce dernier donna à Odon, alors primicerius de la cathédrale de Toul, la charge de chancelier et de bibliothécaire de la bibliothèque apostolique du Vatican. Il l'accompagna dans ses voyages en Italie, en France, en Allemagne, et en Lorraine. Il était présent au synode tenu à Rome en 1050 pour la canonisation de saint Gérard ainsi que pour recevoir son titre de « cardinal-diacre » ; il vint ensuite à Toul avec Léon IX pour assister à la translation du corps de ce saint. Son protecteur et son ami le nomma évêque de Toul en 1052, lorsqu'il était encore près de lui à Rome, et fit ratifier ce choix par le chapitre et par l'Empereur. Assisté de l'évêque de Metz Adalbéron III et de l'évêque de Verdun Théodoric, Odon reçut de l'archevêque Eberhard la consécration épiscopale à Trêves le 13 des calendes de mai (17 avril 1052) ; il fut installé sur son siège par l'évêque de Verdun (Théodoric) en présence de Gérard d'Alsace, duc de Lorraine, et de Louis de Montbéliard, comte de Bar et de Mousson.

### Un évêque combattant
Le château de Vaucouleurs servait depuis longtemps de retraite à une troupe de brigands qui faisaient de fréquentes excursions sur le territoire de l'évêché et qui en rançonnaient sans pitié les habitants. En vain, l'évêque Brunon avait fait assiéger ce château et il n'avait pu s'en rendre maître parce que plusieurs comtes voisins y avaient envoyé des renforts. Odon, qui voulait débuter dans son épiscopat en donnant la tranquillité au pays conçut la résolution d'attaquer de nouveau ces aventuriers et de mettre un terme à leurs brigandages. Il conclut à cet effet un traité avec le duc de Lorraine et le comte de Bar par lequel ces princes consentirent à lui prêter cinq cents hommes pour son expédition. Avec ces auxiliaires, Odon va mettre le siège devant le château ; il commande lui-même les troupes, les anime par sa présence, et assiste à toutes les attaques. Enfin, après trois mois d'une résistance vigoureuse, le château est emporté d'assaut par les soldats de l'évêque ; les fortifications en sont rasés et les bâtiments livrés aux flammes. 

#### Destitution du comte de Toul
Arnoul, comte de Toul, s'étant rendu coupable de vexations et de violences graves envers les sujets de l'évêché, fut déposé solennellement de sa dignité par Odon dans une assemblée générale du peuple et du clergé. Ce prélat publia une charte signée par Gérard, duc de Lorraine, sept archidiacres et douze seigneurs du pays dans laquelle il proclama la destitution du comte Arnoul et fixa les droits et les devoirs des comtes de Toul. Voici quelques dispositions de cette charte elles nous donneront une idée de la position respective à cette époque de l'Évêque et du Comte. 

« Au nom du Père, et du Fils, et du Saint Esprit, Odon, par la grâce de Dieu, évêque des Leukes. Que l'universalité des fidèles présens et futurs sache que sous notre épiscopat, Arnoul comte de cette ville à laquelle nous présidons par la volonté de Dieu, a été dépouillé des honneurs du comté par suite de l'énormité de ses fautes, et notamment pour avoir par ses exactions aggravé considérablement le sort des serfs de notre Eglise. Aussi, pensant qu'il serait utile de rappeler à la mémoire les attributions des comtes de cette ville, nous avons fait transcrire immédiatement tout ce que nous savons qui y soit relatif, selon les récits dignes de foi des vieillards du diocèse. Après donc avoir fait assembler les plus anciens habitans du pays, nous avons exigé d'eux par serment qu'ils nous déclarassent franchement en quoi consistait la dignité de comte de Toul ; de quelle manière elle avait été remplie par les anciens titulaires tels que Rainbald, Rainald l'aîné, son fils, et Rainald le jeune qui avaient administré et défendu la cité avec autant de gloire que de bonheur sous les épiscopats de nos prédécesseurs de pieuse mémoire Gérard, Etienne, Berthold, Hermann, et le pape Léon, d'heureux souvenir surnommé Brunon ; afin que nous n'accordions cette dignité de comte au remplaçant d'Arnoul, que sous les clauses exprimées dans cette charte, et qu'à l'avenir tous ses successeurs ne la reçoivent que sous la condition expresse de ne pas opprimer les serfs de notre Église, au-delà ou d'une autre manière qu'il n'est spécifié dans le présent titre »

— Charte de l'évêque Odon, dans Benoît, Preuves de l'Histoire de Toul, page 72

##### Excommunication du fils du comte
Par la même charte, Odon nomme Frédéric comte de Toul en remplacement d'Arnoul qu'il vient de destituer. Albéric, fils de ce dernier, furieux de l'affront fait à son père, conçoit la résolution d'attaquer la ville de Toul et d'y rétablir Arnoul dans sa dignité de Comte. Il rassemble une troupe d'aventuriers qu'il prend à sa solde, s'avance à la faveur de la nuit et s'empare de la porte de la Rousse. Déjà ses soldats pénétraient dans l'intérieur lorsque les bourgeois, réveillés, courent aux armes, se précipitent sur eux et les mettent en fuite. Albéric ne trouva son salut qu'en sautant du haut des murs dans le fossé qu'il passa à la nage. Odon, indigné, lança contre lui une sentence d'excommunication et le dépouilla de toutes les terres qu'il tenait en fiefs de l'Église de Toul. Il ne le rétablit qu'à cause de la forte sollicitation de Louis, comte de Bar et de Mousson, et de la Princesse Sophie, son épouse, et à la condition qu'Albéric lui ferait entière satisfaction et lui donnerai caution de sa fidélité pour l'avenir. 

### Mise en place des chanoines à Saint-Gengoult
À la place des religieuses de l'Abbaye Saint-Gengoult (fondée par Saint Gérard), Odon établit une communauté de chanoines vivant en commun et suivant la Règle dressée par Amalaire et approuvée dans l'assemblée d'Aix-la-Chapelle en 816. Il exécuta sa résolution en 1065. Voyant ce saint lieu entièrement abandonné, que l'office divin ne s'y faisait plus, que l'église et les bâtiments réguliers que Saint Gérard y avait bâtis étaient presque en ruine, que les biens s'en dissipaient tous les jours, il prit soin de réparer les édifices, de retirer les biens, d'en ajouter de nouveaux de son épargne ou de son patrimoine. Odon demandera aux chanoines qu'aux fêtes principales de l'année (c'est-à-dire le jour de saint Étienne, le lendemain de Noël, le jour de l'invention du même saint, le jour de l'Assomption de la Vierge et les jours que l'évêque fait l'office plénier dans son église, c'est-à-dire le Jeudi Saint, à Pâques et à la Pentecôte), ils se rendent processionnellement à la cathédrale avec la Croix et les cierges et qu'on prenne de leur corps des diacres et des sous-diacres selon leur rang. Il ordonne que tous les samedis on fasse l'office de la Vierge dans l'église Saint-Gengoult comme aussi les Offices de Saint Benoît, de Saint Vit et de Saint Agapite aux jours de leurs fêtes, à neuf leçons devant leurs Autels et qu'à toutes les heures de l'office du jour on récite le De Profundis pour les âmes des défunts ; que le mercredi de toutes les semaines on dise la messe à son intention et après son décès pour lui et pour tous les défunts.

### Un évêque autoritaire
Cet évêque signala son épiscopat par des actes de la plus grande fermeté. Il força à rentrer dans le devoir les habitants de Varangéville, près de Saint-Nicolas-de-Port, qui s'étaient révoltés contre son autorité et qui refusaient de la reconnaître. Il fit sentir à Henri IV tout l'odieux de sa conduite lorsque cet empereur soutenait un antipape contre le légitime pasteur de l'Église ; et au concile de Mayence en 1069, lorsque le même prince entreprit de faire dissoudre son mariage avec l'impératrice son épouse, il fut l'un des évêques les plus opposés à cette résolution. 
Gérard d'Alsace, auquel Odon donna l'avocalie de l'Abbaye Saint-Evre de Toul dont les ducs de Lorraine ont joui pendant plusieurs siècles, paraît avoir vécu dans la meilleure intelligence avec cet évêque car il souscrivit la plupart des titres publiés par lui. 
Odon mourut en 1069 au retour d'un voyage qu'il avait fait dans sa terre de Bergheim en Alsace. Son corps fut rapporté à Toul et enterré dans la cathédrale. Les chanoines de Saint-Gengoult demandèrent ses ossements qu'ils firent mettre dans un tombeau, qu'ils ont élevé à la droite du Maître-Autel. 
Son successeur est l'évêque Pibon.